# Мухамбетова, Харира Мухамбетовна
Харира Мухамбетовна Мухамбетова ( 15 июня 1908, с. Мартук Мартукского района, Актюбинской области, Российской империи — 26 октября 1982, Алма-Ата) — казахский советский государственный и общественный деятель.
Работала заместителем Наркома земледелия Казахской АССР, директором Казахского государственного медицинского института (КазГМИ), директором Семипалатинского педагогического института, председателем Облплана, а также экономистом в Министерстве сельского хозяйства КазССР.